# Leucochloron foederale
Espèce
Classification phylogénétique
Statut de conservation UICN

 VU  : Vulnérable
Leucochloron foederale est une espèce de plantes à fleurs du genre Leucochloron et de la famille des Fabaceae.